# Na vodě
Na vodě je český komediální seriál vysílaný na TV Nova od 7. února do 1. května 2016. Seriál vypráví o osudu dvou přátel Huga a Honzy. V hlavních rolích se objevují Lukáš Langmajer, Tomáš Klus, Veronika Kubařová a další.

## Děj
Pětatřicetiletému Hugovi se během jednoho dne začne smůla lepit na paty. Přijde o práci a manželka Monika ho podvede. Tak se Hugo nastěhuje ke svému kamarádovi Honzovi na loď v hausbotové zátoce. Honza je proutník a nemá problém sbalit jakoukoliv holku. Hugo se seznamuje se zajímavou skupinkou starousedlíků, která se každý večer schází v místní hospůdce U Utopence. Je mezi nimi Kapitán, který se kdysi plavil po moři a teď řídí přívoz, majitelka hospody Boženka, starý divadelní Režisér, který tu tráví důchod, „živá socha" a podpantoflák Stanislav, jeho žena Laděnka, vymetač popelnic Bohumil a malířka Hanka, do které se Hugo zamiluje, ale ona ho bere jen jako kamaráda. Hugo utápí svůj žal po Monice v pivě a doufá, že jeho nové útočiště bude opravdu jen dočasné. V zátoce zažije se svým kamarádem Honzou a tamními obyvateli spoustu legrace a přijde na jiné myšlenky.

## Obsazení

### Hlavní postavy
| Lukáš Langmajer   | Hugo Karásek            |
| Tomáš Klus        | Jan Dlouhý              |
| Luděk Sobota      | Čestmír Dubský          |
| Lenka Vlasáková   | Božena Fialová          |
| Oldřich Navrátil  | Josef „Kapitán“ Svoboda |
| Veronika Kubařová | Hanka                   |
| Iva Pazderková    | Laděnka Sýkorová        |
| Lukáš Pavlásek    | Stanislav Sýkora        |
| Oldřich Kaiser    | Bohumil Kudrna          |

### Vedlejší postavy
| Ester Geislerová | Monika Karásková |

## Seznam dílů
| Č. v seriálu | Název                   | Režie         | Scénář         | Datum premiéry  | Sledovanost v milionech |
| ------------ | ----------------------- | ------------- | -------------- | --------------- | ----------------------- |
| 1            | Na dně                  | Milan Cieslar | Martin Horský  | 7. února 2016   | 1,171                   |
| 2            | Milej kluk              | Milan Cieslar | Martin Horský  | 14. února 2016  | 0,985                   |
| 3            | Notebook                | Milan Cieslar | Roman Kopřivík | 21. února 2016  | 0,859                   |
| 4            | Svět patří těm...       | Milan Cieslar | Martin Horský  | 29. února 2016  | 0,885                   |
| 5            | Na suchu                | Milan Cieslar | Martin Horský  | 6. března 2016  | 0,886                   |
| 6            | Utopená                 | Milan Cieslar | Roman Kopřivík | 13. března 2016 | 0,917                   |
| 7            | Vzácný muž              | Milan Cieslar | Martin Horský  | 20. března 2016 | 0,827                   |
| 8            | V režisérově režii      | Milan Cieslar | Martin Horský  | 27. března 2016 | 0,646                   |
| 9            | Poprvé                  | Milan Cieslar | Martin Horský  | 3. dubna 2016   | 0,757                   |
| 10           | O hřbitovech            | Milan Cieslar | Tomáš Holeček  | 10. dubna 2016  | 0,807                   |
| 11           | Zázrak svatého Mikuláše | Milan Cieslar | Tomáš Holeček  | 17. dubna 2016  | 0,817                   |
| 12           | Vánoce                  | Milan Cieslar | Martin Horský  | 24. dubna 2016  | 0,762                   |
| 13           | Silvestr                | Milan Cieslar | Martin Horský  | 1. května 2016  | 0,785                   |